# Fundação de Esporte e Cultura do Sport Club Internacional
A Fundação de Educação e Cultura do Sport Club Internacional, conhecida pela sigla FECI, é a mais antiga fundação ligada a clube de futebol no mundo. Ela se localiza no segundo andar do ginásio Gigantinho e é responsável pelo Projeto Interagir. Além disso possui uma biblioteca que recebe mais de 53 mil consultas anuais.

## Projeto Interagir
A FECI é responsável pelo Projeto Interagir, que foi fundado em 3 de setembro de 2007. O projeto é um conjunto de ações sociais em diversas áreas que o Sport Club Internacional realiza através de sua Fundação.